# Dänische Badmintonmeisterschaft 1993
Die Dänische Badmintonmeisterschaft 1993 fand im Februar 1993 in Middelfart statt. Es war die 63. Austragung der nationalen Titelkämpfe im Badminton in Dänemark.

## Sieger und Finalisten
| Disziplin    | Gold                                                            | Silber                            |
| ------------ | --------------------------------------------------------------- | --------------------------------- |
| Herreneinzel | Thomas Stuer-Lauridsen, Gentofte BK                             | Poul-Erik Høyer Larsen            |
| Dameneinzel  | Camilla Martin, Højbjerg BK                                     | Pernille Nedergaard               |
| Herrendoppel | Jon Holst-Christensen, Lillerød Thomas Lund, Kastrup-Magleby BK | Jan Paulsen Christian Jakobsen    |
| Damendoppel  | Grete Mogensen, Herning Lisbet Stuer-Lauridsen, Lillerød        | Nettie Nielsen Dorte Kjær         |
| Mixed        | Thomas Lund, Kastrup-Magleby BK Marlene Thomsen, Skovshoved IF  | Christian Jakobsen Grete Mogensen |